# Nara, Nara
Nara (japanska: 奈良市?, Nara-shi) är residensstad i Nara prefektur, Japan. Staden var Japans huvudstad, under namnet Heijo-kyō från år 710 innan den flyttades till närliggande Kyoto (Heian-kyō).
Idag är Nara ett populärt turistmål. Varje dag flockas skolklasser från landets alla hörn för att lära sig om landets historia och besöka de många tempel som finns spridda kring staden[källa behövs]. Åtta tempel är upptagna på Unescos världsarvslista  (Historiska monument i forntida Nara). Populärast är området kring stadsparken, där världens f.d. största träbyggnad finns (numera påstås att Metropol Parasol i Sevilla i Spanien är störst) i form av ett tempel. Parken och staden är även känd för sina frigående hjortar.
När han-systemet övergavs och prefekturer infördes 1871 blev Nara residens för den bildade prefekturen Nara. Den upplöstes 1876 då Nara kom att tillhöra prefekturen Osaka för att återbildas 1887 med Nara som residensort.  Status som stad fick Nara dock först 1898. Sedan dess har stadens område mångdubblats genom att omgivande byar och köpingar konglomerats till staden:
- 1923 Saho
- 1939 Toichi och Byakugouji
- 1940 Miato
- 1951 Daianji, Toichi och Heijo
- 1955 Tatsuichi, Meiji, Gokadani, Obitoke, Tomio och Fushimi
- 1957 Tawara, Yagyu, Oyagyu, Higashi-sato och Sagawa
- 2005 Tsukigase och Tsuge

Nara har sedan 2002
status som kärnstad (japanska: 中核市?, Chūkakushi) enligt lagen om lokalt självstyre.

## Bilder

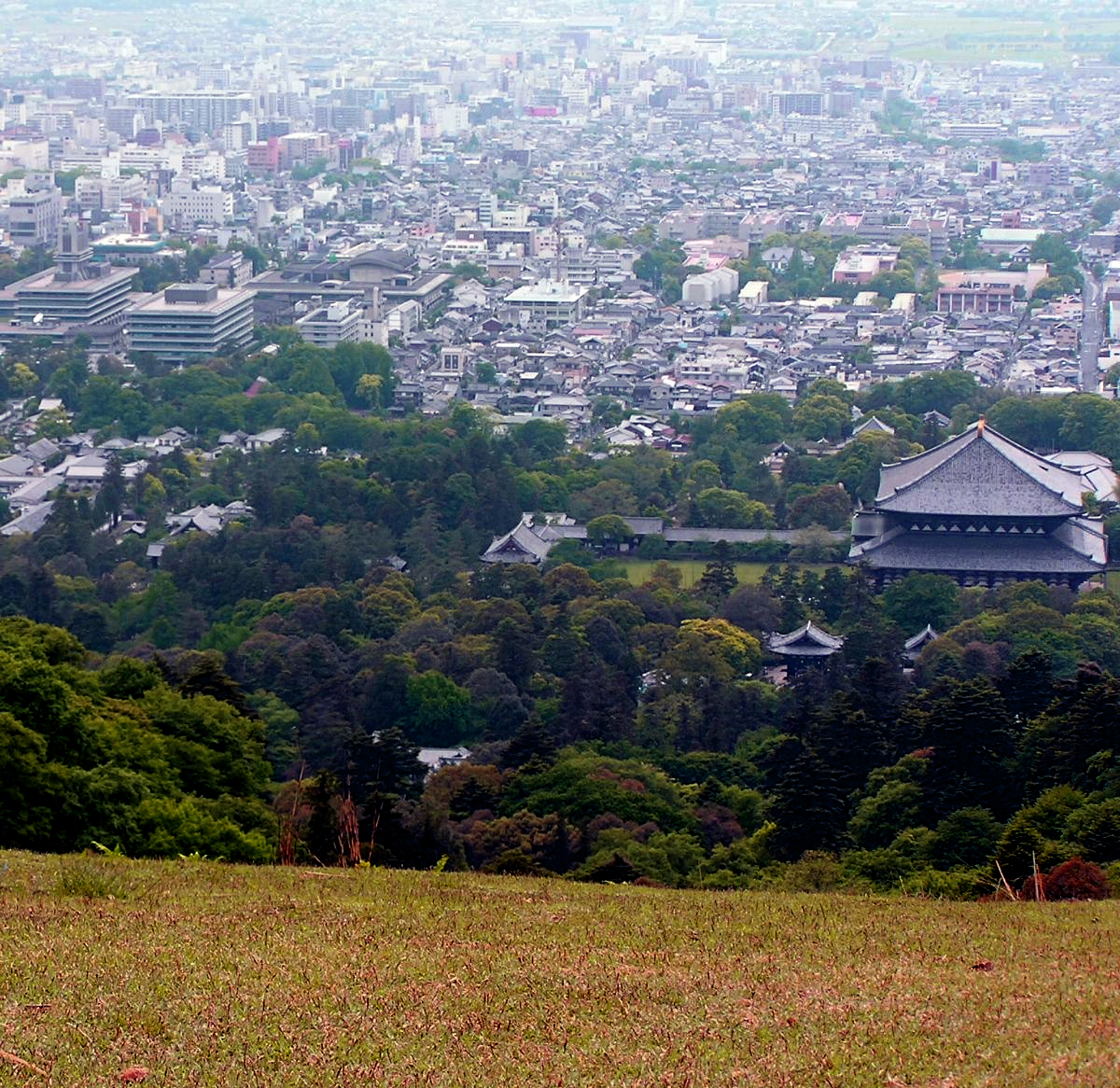
Vy över staden
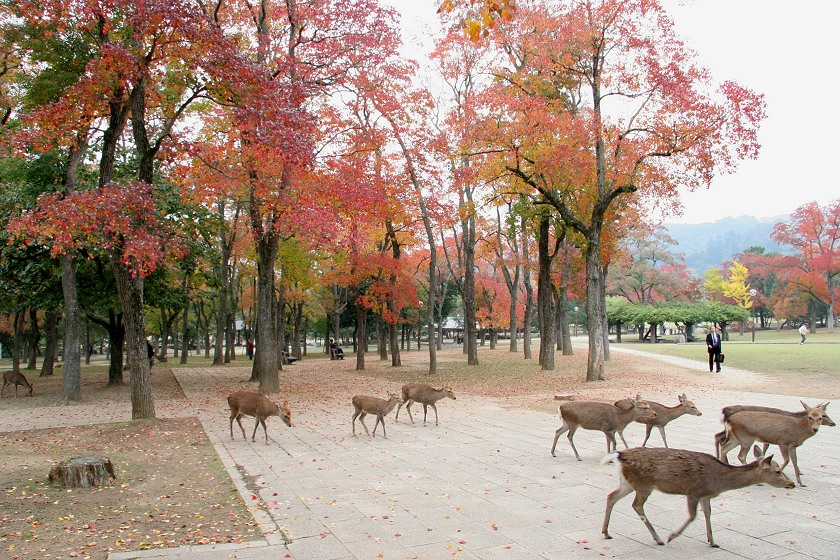
Hjortar i Naraparken under hösten
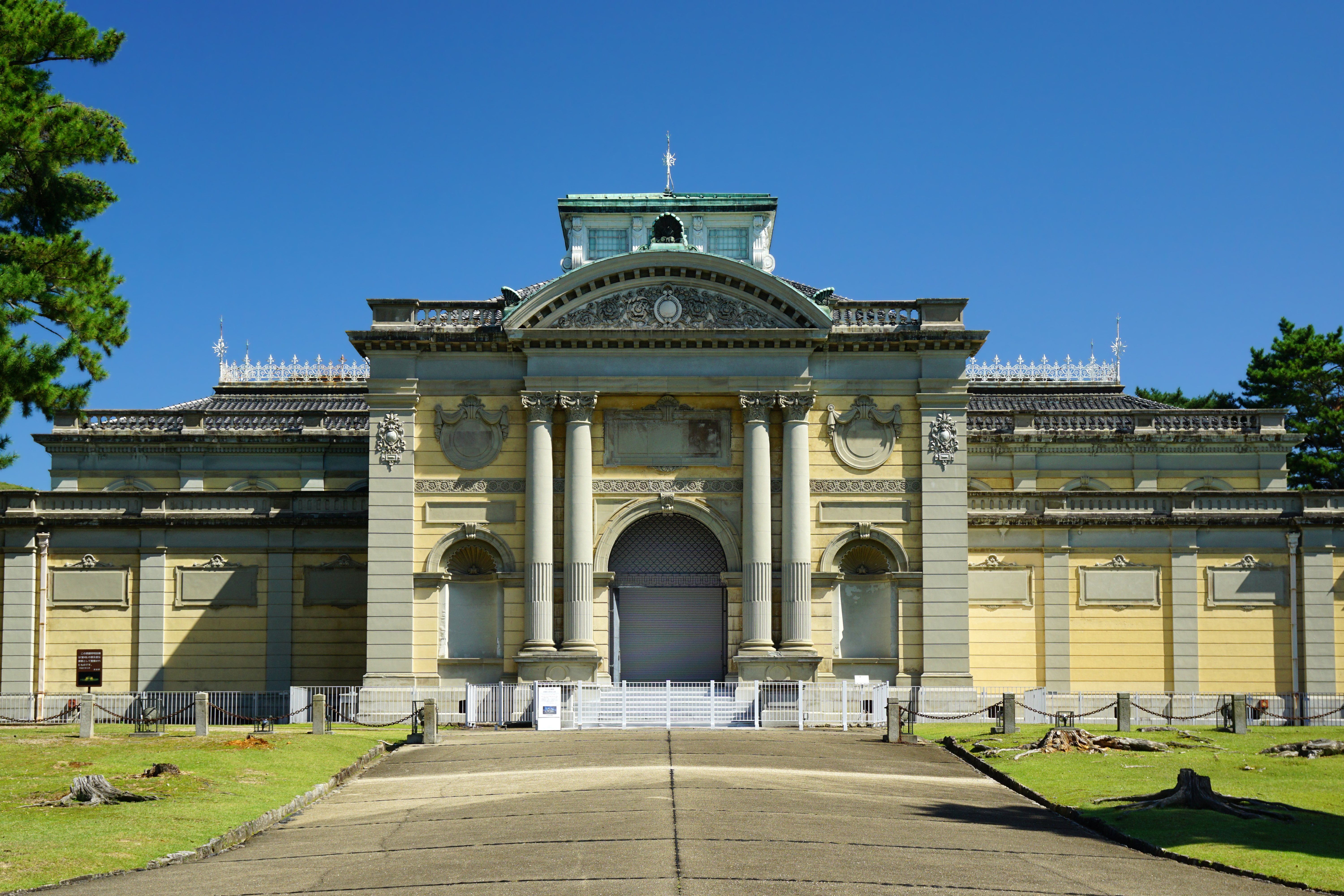
Nationalmuseet i Nara
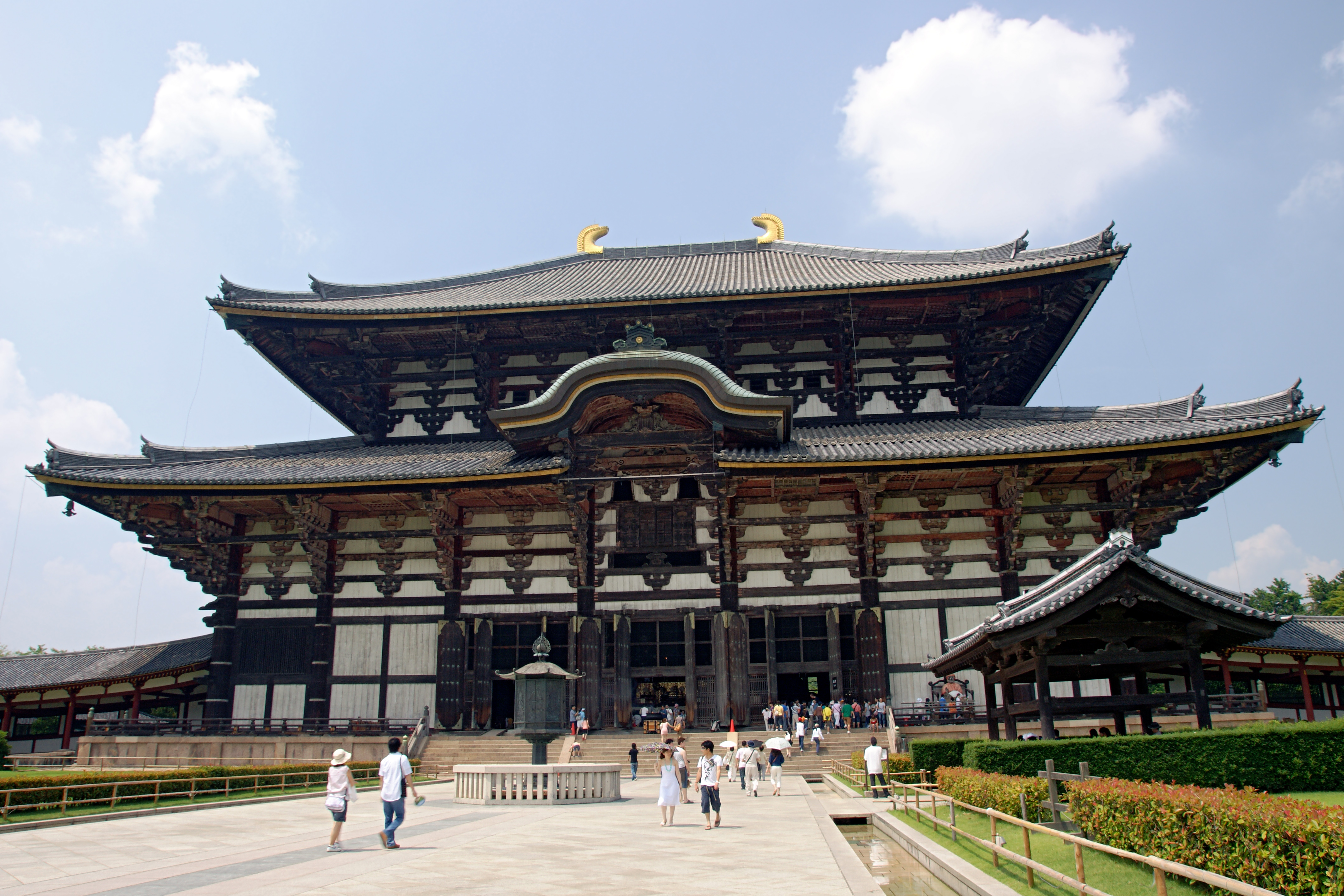
Todai-ji tempel
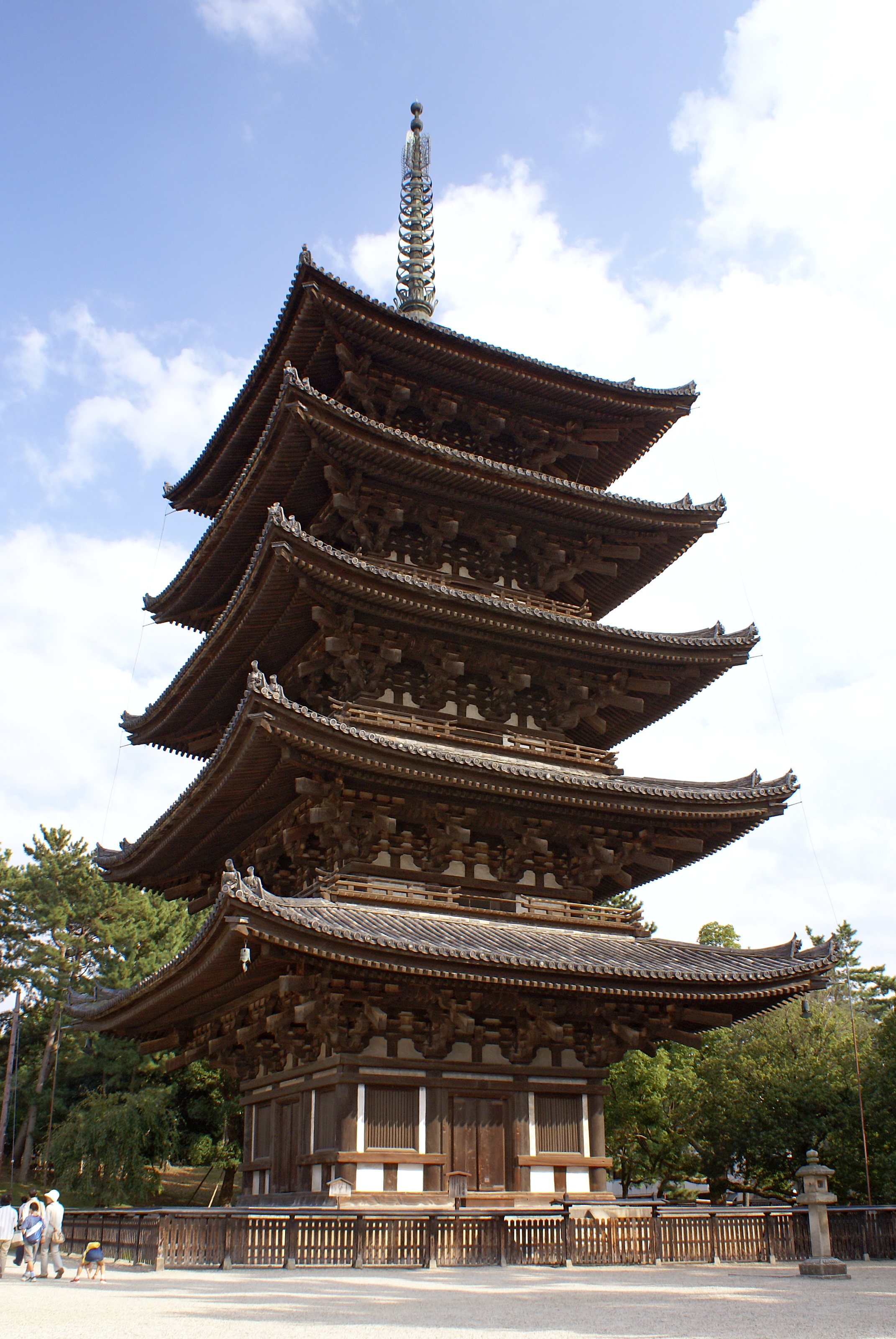
Kōfuku-ji
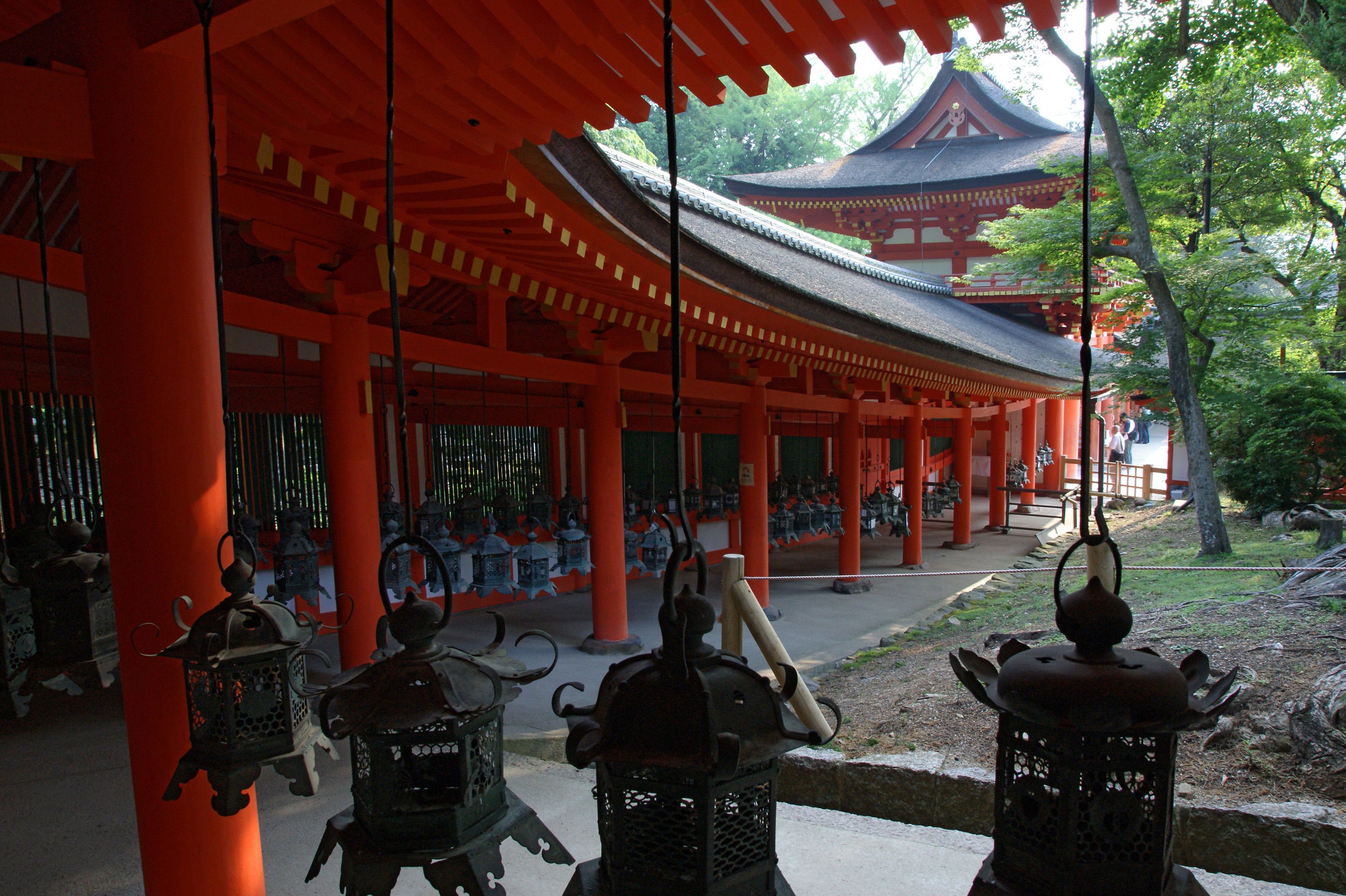
Kasuga Shrine
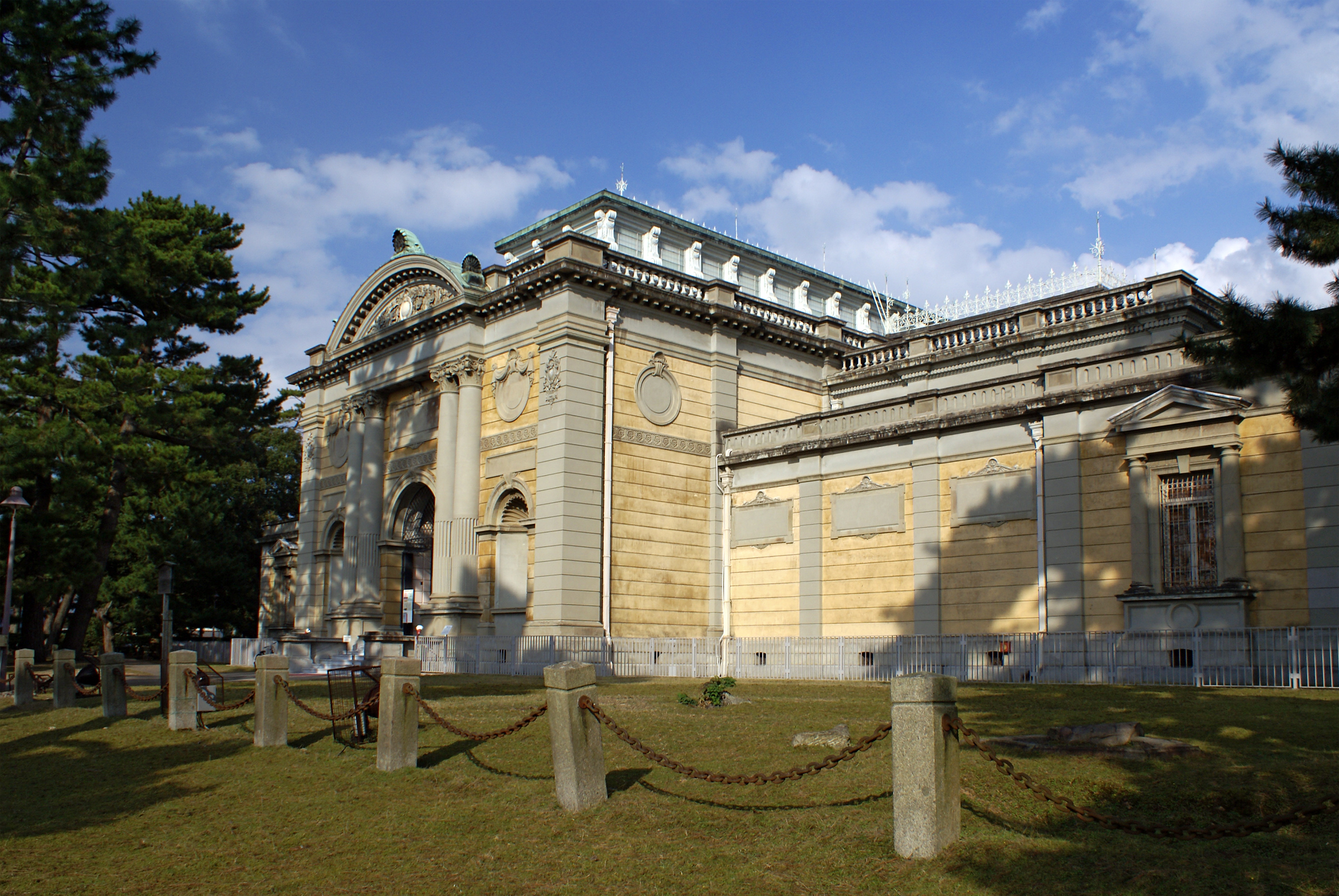
Nara National Museum